# Casas de Lázaro

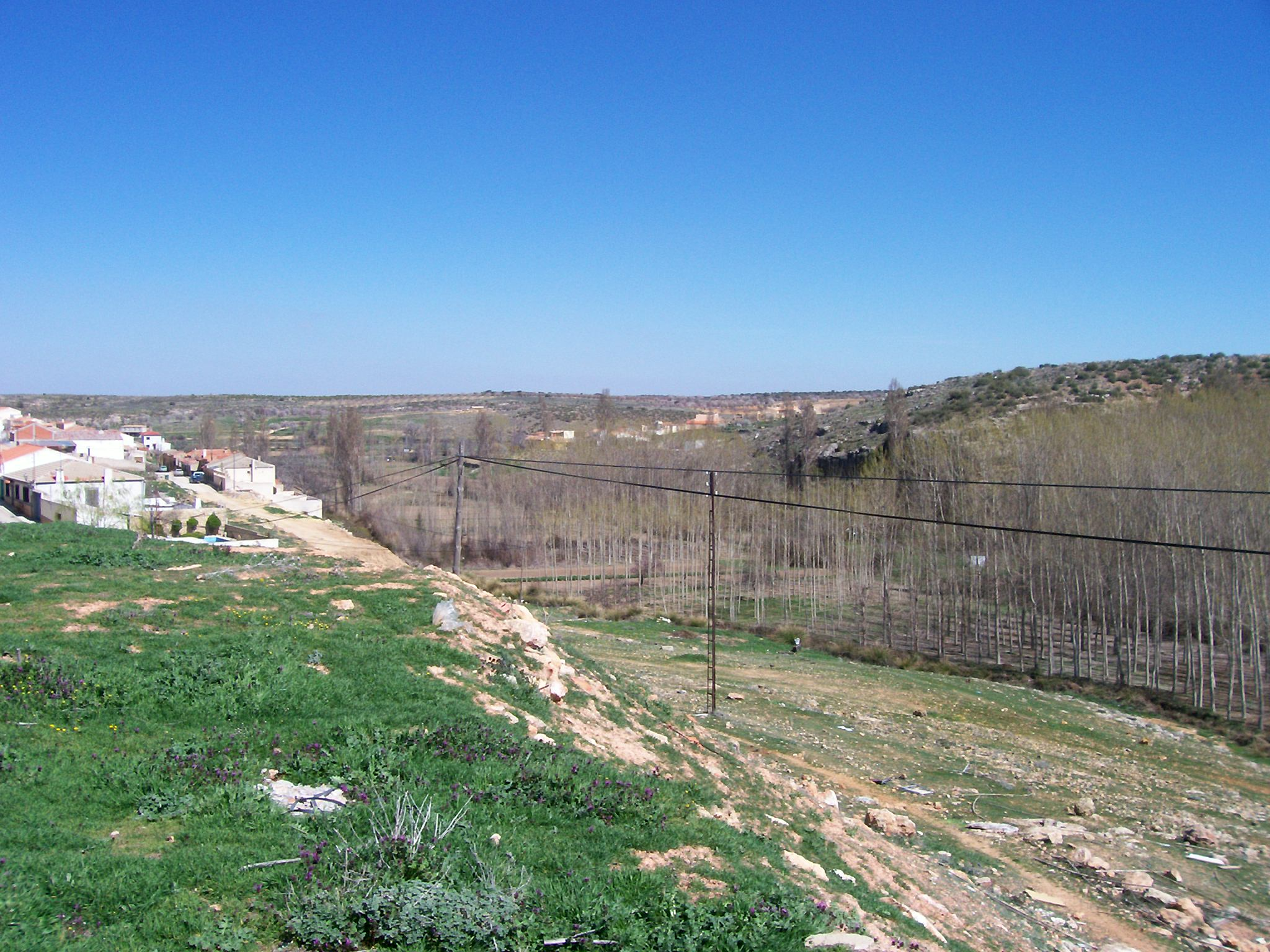
Imatge de la Vall del riu al seu pas per Casas de Lázaro.

Casas de Lázaro és un municipi de la província d'Albacete, que es troba a 46 km de la capital de la província. El 2006 tenia 442 habitants, segons dades de l'INE: 200 dones i 227 homes. El municipi es troba en franca regressió poblacional.

## Pedanies
El municipi se situa a partir de les valls creades pels rius Montemayor i Masegoso, que aboquen les seves aigües al riu Jardín. Compte les pedanies de 
El Batán, Navalengua, Montemayor, El Cucharal i El Berro

## Història
Els orígens de la població de Casas de Lázaro, es remunten a l'època àrab, segons la qual existia una alqueria de nom Qas-Al Qasar, conquerida pels cristians després de la batalla de Las Navas de Tolosa.
Casas de Lázaro o Casa Lázaro, fins al segle xix va ser un llogaret de la localitat d'Alcaraz. En independitzar-se d'aquesta, va obtenir els llogarets del Cucharal, El Berro, Montemayor i Navalengua, situada aquesta última en els voltants del turó Isabela, amb els seus 1.355 metres. Però va ser Alcaraz la qual ha resumit tots els grans esdeveniments del passat de la vila de Casas de Lázaro. El major propietari d'aquesta població era el Marquès de Valdeguerrero, que en el Cens de Floridabanca comptava amb 38009 hectàrees repartides en 6 parcel·les. Contava també amb propietats a casa Pablo, Tobablanco i les dues Alberedes, així com el molí de Montemayor.

## Economia
Un dels elements més característics de la població de Casas de Lázaro han estat històricament els seus telers. Fins als anys 50 del passat segle, era una activitat econòmica de gran puixança, venent-se en la seva majoria a Hellín i Albacete. En l'actualitat, tal activitat artesanal es conserva per la família Rosa, que continuen la tradició que va començar en el segle xix José Antonio Rosa. Una tradició que es remunta al segle xiv, atès que en l'escut oficial de Casas de Lázaro, que data d'aquest període, ja apareix una llançadora, un dels utensilis que s'utilitzen en el teler.